# Montsoreau
Montsoreau (fra. Montsoreau) je grad na zapadu Francuske, departmana Maine-et-Loire, Pays de la Loire.
Grad Montsoreau i dvorac Montsoreau 2000. godine upisani su, kao dio doline rijeke Loire, na UNESCO-ov popis mjesta svjetske baštine u Europi.

## Demografija
Demografska kretanja za Montsoreau

### Klima
Montsoreau klima oceansku klimu (Köppenova klasifikacija klime Cfb).
| Klimatološki srednjaci za Pariz | Klimatološki srednjaci za Pariz | Klimatološki srednjaci za Pariz | Klimatološki srednjaci za Pariz | Klimatološki srednjaci za Pariz | Klimatološki srednjaci za Pariz | Klimatološki srednjaci za Pariz | Klimatološki srednjaci za Pariz | Klimatološki srednjaci za Pariz | Klimatološki srednjaci za Pariz | Klimatološki srednjaci za Pariz | Klimatološki srednjaci za Pariz | Klimatološki srednjaci za Pariz | Klimatološki srednjaci za Pariz |
| mjesec                          | sij                             | velj                            | ožu                             | tra                             | svi                             | lip                             | srp                             | kol                             | ruj                             | lis                             | stu                             | pro                             | godina                          |
| ------------------------------- | ------------------------------- | ------------------------------- | ------------------------------- | ------------------------------- | ------------------------------- | ------------------------------- | ------------------------------- | ------------------------------- | ------------------------------- | ------------------------------- | ------------------------------- | ------------------------------- | ------------------------------- |
| srednji maksimum, °C            | 11,1                            | 12,1                            | 15,1                            | 17,4                            | 22,5                            | 27                              | 26,4                            | 27,2                            | 21,6                            | 19,9                            | 12,7                            | 9,2                             | 19,2                            |
| srednja dnevna temperatura, °C  | 6,2                             | 8,2                             | 10,8                            | 10,9                            | 16,5                            | 20,6                            | 20,8                            | 21,4                            | 16,5                            | 15                              | 8,5                             | 5,9                             | 14,1                            |
| srednji minimum, °C             | 8,8                             | 4                               | 6,5                             | 4,5                             | 10,6                            | 14,2                            | 15,3                            | 15,3                            | 11,2                            | 10,2                            | 4,4                             | 2,6                             | 9                               |
| oborine, mm                     | 66                              | 35                              | 50                              | 3,5                             | 45                              | 51                              | 27                              | 15,5                            | 34                              | 1,5                             | 29                              | 40                              | 411                             |
| Izvor: MSN Weather, 27/2/2019   |                                 |                                 |                                 |                                 |                                 |                                 |                                 |                                 |                                 |                                 |                                 |                                 |                                 |

## Vanjske poveznice
Vodič: Montsoreau na Wikivoyageu
- Službena stranica[neaktivna poveznica]
- travel.wikia.com [neaktivna poveznica]